# Lánský potok (Świdna)
Der Lánský potok, auch Střední potok,  (deutsch Mittelbach) ist ein linker Nebenfluss der Świdna in Tschechien und Polen.

## Verlauf
Der Lánský potok entspringt am nördlichen Fuße des Roveň (Menzelkuppe, 778 m) und der Strážiště (Hutberg, 812 m) im Reichensteiner Gebirge in Tschechien. An seinem Oberlauf erstreckt sich das Dorf Nové Vilémovice. Danach bildet der Bach auf seinem Weg nach Nordosten ein tiefes Tal und fließt vorbei an Červený Důl, Hřibová und Zastávka durch Uhelná, wo er das Patschkauer Vorland erreicht und weitgehend parallel zwischen dem Račí potok und Vojtovický potok verläuft. Am weiteren Lauf liegen Domkáři, Dolní Fořt und Pavlínka. Dort wird der Lánský potok von der Bahnstrecke Bernartice u Javorníka–Javorník ve Slezsku überbrückt und fließt anschließend auf polnisches Gebiet. Sein Unterlauf führt westlich an Dziewiętlice vorbei. Am unteren Ortsausgang von Dziewiętlice mündet der Lánský potok in die Świdna.
Der Bach hat eine Länge von 15,7 Kilometern, davon liegen 14,2 Kilometer in Tschechien. Der tschechische Teil des Einzugsgebietes umfasst 22,9 km², dort leben 454 Menschen. Die durchschnittliche Durchflussmenge an der polnisch-tschechischen Grenze beträgt 0,454 m³/s.

## Zuflüsse
- Vlčický potok (r), Domkáři